# Crangonyctoidea
Crangonyctoidea (лат.) — надсемейство ракообразных из отряда бокоплавов.

## Описание
Уросомит 1 с дистовентральной жёсткой щетинкой. Максилла 1 ишиального эндита апикально с щетинками. Коксальные жабры стебельчатые. Эндопод уропода 3 маленький или отсутствует. Первый стебельчатый членик антенны 2 луковицеобразный. Лабиум без внутренних пластинок.

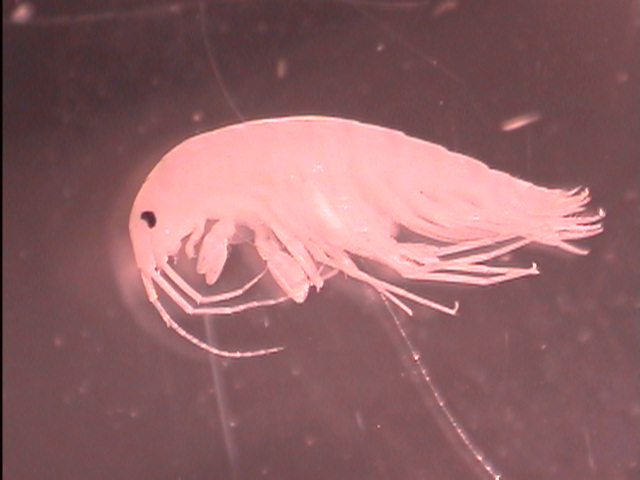
Crangonyctidae sp.
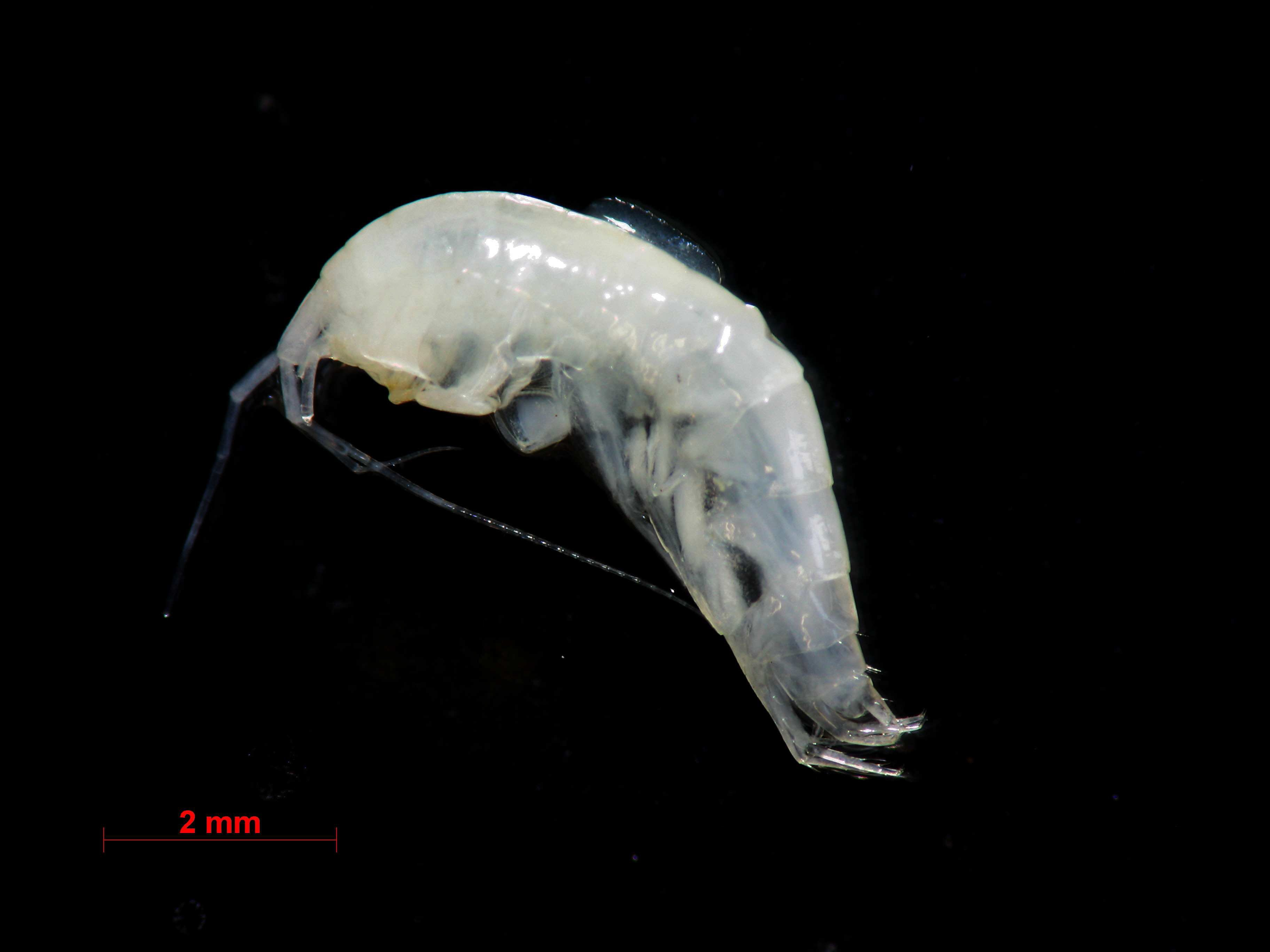
Niphargus ictus (Niphargidae)

## Классификация
Включает около 15 семейств и более 800 видов, в том числе, около 140 видов рода Stygobromus (Crangonyctidae) и более 400 видов Niphargus (Niphargidae). Надсемейство филогенетически родственно к надсемейству Allocrangonyctoidea, вместе с которыми входит в состав инфраотряда Gammarida.
- инфраотряд Gammarida Latreille, 1802
  - парвотряд Crangonyctidira Bousfield, 1973
    - надсемейство Crangonyctoidea Bousfield, 1973
      - семейство Austroniphargidae Iannilli, Krapp & Ruffo, 2011 — 5 видов — Южное полушарие
      - семейство Chillagoeidae  Lowry & Myers, 2012 — 3 вида
      - семейство Crangonyctidae  Bousfield, 1973 — 250 видов[4][5]
      - семейство Giniphargidae  Lowry & Myers, 2012 — 1 вид — Австралия[6]
      - семейство Kotumsaridae  Messouli, Holsinger & Reddy, 2007 — 1 вид — Индия[7]
      - семейство Neoniphargidae  Bousfield, 1977 — 22 вида — Австралия
      - семейство Niphargidae  Bousfield, 1977 — около 440 видов
      - семейство Paracrangonyctidae  Bousfield, 1983 — 2 вида — Новая Зеландия
      - семейство Paramelitidae  Bousfield, 1977 — 72 вида — Южное полушарие
      - семейство Perthiidae  Williams & Barnard, 1988 — 2 вида — Австралия
      - семейство Pseudocrangonyctidae  Holsinger, 1989 — 23 вида — Восточная Азия
      - семейство Sandroidae  Lowry & Myers, 2012 — 3 вида — Мадагаскар
      - семейство Sternophysingidae  Holsinger, 1992 — 8 видов — Южная Африка
      - семейство Uronyctidae  Lowry & Myers, 2012 — 1 вид — Австралия